# Педро Фахардо
Педро Фахардо де Суньїга-і-Рекесенс-і-Піментель (ісп. Pedro Fajardo de Zúñiga y Requeséns y Pimentel; 1602, Мула, Мурсійське королівство — 3 листопада 1647, Палермо Сицилійське королівство) — іспанський гранд, 5-й маркіз де Лос-Велес з дому Фахардо; віцекороль Валенсії (1631—1635), Арагона (1636—1638), Наварри (1638—1640), Каталонії (1640—1641) та Сицилії (1644—1647). Посланець іспанського короля при Святому Престолі (1641—1642).
На чолі армії іспанського королівства брав участь у придушенні Сегадорського повстання. Після поразки в битві при Монжуїку відсторонено від командування.

## Походження та кар'єра

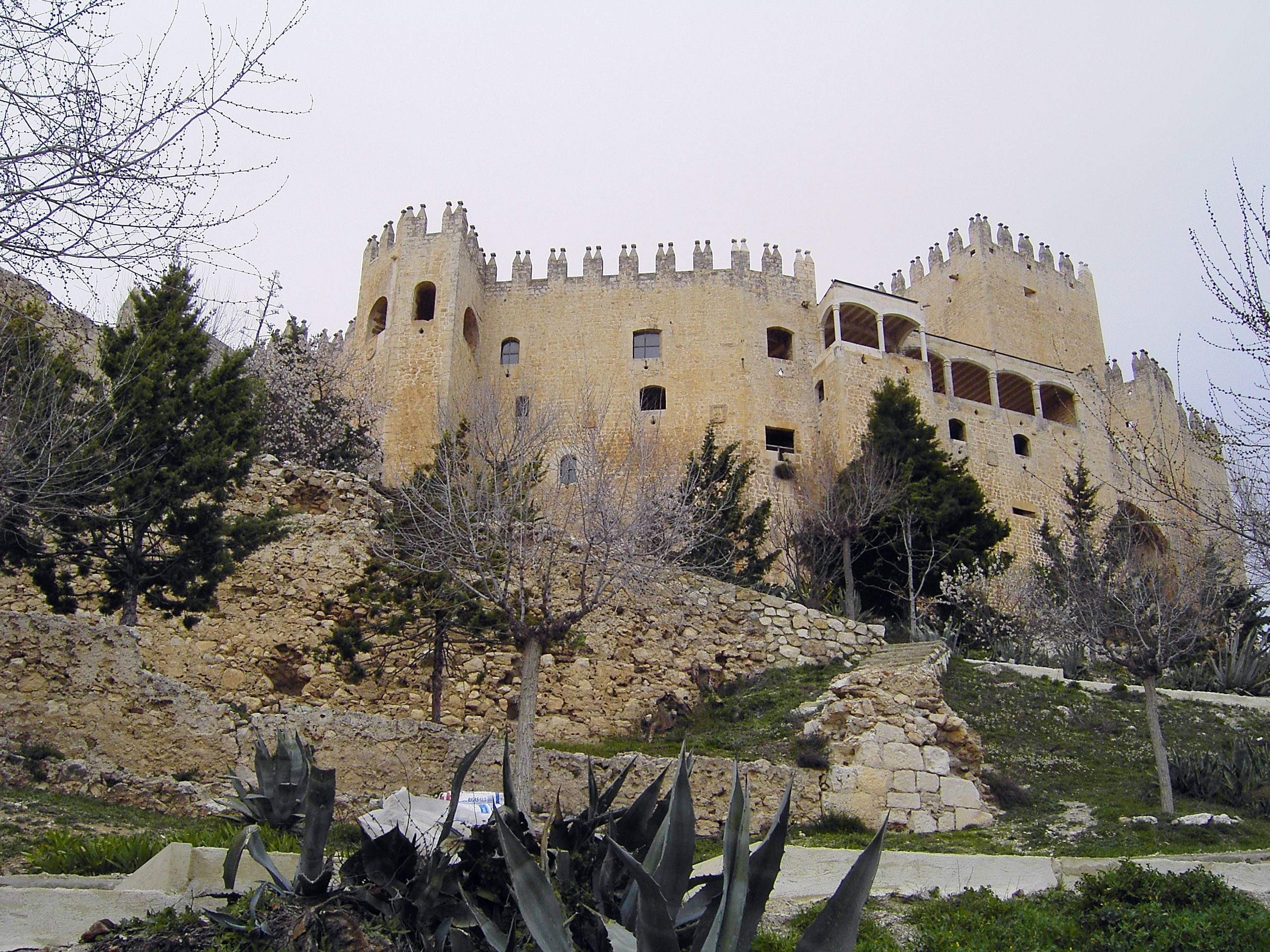
Родовий замок маркізів де Лос-Велес в Альмерії

Дон Педро походив з дому Фахардо — роду кастильських грандів галісійського походження зі значними володіннями у королівстві Мурсія. Засновником роду був Педро Яньєс-Гальєго, який жив наприкінці XIII — на початку XIV століття, на прізвисько «Фахардо», від слова ісп. fajar, одне зі значень якого «завдавати удару, давати ляпас». Прізвисько отримав, борючись із маврами. Його син Хуан Гальєго вже мав прізвище Фахардо. Йому присвячена комедія Лопе де Вега «Перший Фахардо». Представники роду брали активну участь у Реконкісті. Фахардо були головними аделантадо Мурсійського королівства і були власниками Картахени, яку кастильська корона обміняла у них на маркізат Лос-Велес.
Дон Педро Фахардо де Суньїга-і-Рекесенс-і-Піментель народився у 1602 в Мулі, Мурсійське королівство. Він був сином дона Луїса Фахардо де Суньїга та Рекесенс, 4-го маркіза де Лос-Велес та доньї Марії Піментель і Кіньонес. За батьківською лінією припадав онуком дону Педро Фахардо та Кордоба, 3-му маркізу де Лос-Велес і доньї Менсії де Рекесенс і Суніга. По материнській лінії був онуком дона Хуана Альфонсо де Піментель та Еррера, 8-го графа та 5-го герцога Бенавенте та доньї Каталіни Віхіль де Кіньонес, 6-ї графині де Луна. 16 червня 1602 року його хрестили у церкві Святого Домініка в Мулі.
У 1631 році дон Педро успадкував батька, отримавши титули та володіння будинку Фахардо. Він став грандом Іспанії, 5-м маркізом де Лос-Велес, 4-м маркізом де Моліна, володарем Мули, Лібрільї, Альами, Бенітальяра, Кастельвель-де-Росанеса, Сант-Андреу та Молінс-де-Рея, головним аделантадо і капітан-генералом Мурсійського королівства, алькайдом замку Лорки. Того ж 1631 року король Філіп IV призначив його віцекоролем Валенсії. Дон Педро обіймав цю посаду до 1635 року. За час правління у Валенсії він ввів заборону на експорт рису та побудовано нову митницю. У 1636 році, за протекцією лідера короля графа-герцога Олівареса, його призначено віцекоролем Арагона. У 1638 році його призначено віцекоролем Наварри, де він зміг проявити себе у битві при Фуентеррабії проти армії Французького королівства. У 1640 році дон Педро отримав призначення на місце віцекороля Каталонії й очолив армію іспанського королівства. Він брав участь у придушенні Сегадорського повстання. Численне військо під його командуванням, з успіхом просуваючись через Тортосу та Таррагону, зазнало нищівної поразки у битві при Монтжуїку при спробі осадити Барселону.
Розгніваний король звинуватив у поразці маркіза і змістив його з місця віцекороля Каталонії та головнокомандувача армії. Граф-герцог Оліварес відправив дона Педро до Риму, призначивши його послом іспанського королівства при Святому Престолі. Це було фактично заслання. Чекаючи гіршого, перед від'їздом, дон Педро склав заповіт, у якому призначив своєю душоприказницею другу дружину. Він також заповідав поховати себе у сімейній усипальниці у соборі Мурсії. Дружина та діти залишилися в Іспанії. Маркіза управляла володіннями будинку Фахардо від імені чоловіка. У Римі головним завданням для дона Педро було не допустити прийняття Святим Престолом посланця португальського королівства, яке незадовго до цього набуло незалежності від корони Іспанії. Коротке перебування маркіза на дипломатичній службі було пов'язане серйозними матеріальними труднощами. Після падіння у 1644 році графа-герцога Олівареса, король призначив дона Педро віцекоролем Сицилії. Того ж року до Палермо до нього приїхали дружина та діти. Через складну ситуацію на острові Філіп IV двічі в листах до маркіза, у 1644 і 1645 роках, пропонував йому повернутися до двору у Мадрид, але дон Педро відмовився.
У 1647 році у Палермо спалахнуло повстання під проводом Джузеппе д'Алессі. Повстанці вигнали віцекороля з міста, проте незабаром маркіз зміг вгамувати повсталих. Він повернувся до Палермо. Стан його і так слабкого здоров'я сильно погіршився. 3 листопада 1647 року дон Педро продиктував нотаріусу свій новий заповіт, який майже нічим не відрізнявся від першого, і того ж дня помер.

## Шлюби та нащадки
Дон Педро Фахардо де Суньїга-і-Рекесенс0-і-Піментель, 5-й маркіз де Лос-Велес, 4-й маркіз де Моліна поєднався першим шлюбом з доньєю Аною Хірон Енрікес де Кабрера, дочкою дона Фернандо Афан де Рібера-і-Тельєс-Хірон 3-го герцога Алькала де Лос-Гасулес, 8-го маркіза де Тарифа та доньї Беатріс де Моура У цьому шлюбі народилася одна дитина — син дон Луїс Хоакін. У вересні 1627 році дон Педро овдовів, а у 1631 році в юному віці помер і його син від першого шлюбу.
У 1632 році дон Педро знову одружився. Другою дружиною маркіза стала донька Маріана Енграсія де Толедо і Португаль (1618/1619 — 1686), дочка дона Фернандо Альвареса де Толедо і Португаль, 2-го маркіза Ферчілья і Вільяррамель, 6-го графа де Оропеса та доньї Менесії де Мендоса і Піментель. У цьому шлюбі у подружжя народилося шестеро дітей (один посмертний), з яких лише четверо дожили до повнолітнього віку:
- дон Педро (пом. 1713), маркіз де Моліна, відмовився від спадщини та у 1650 році вступив до ордена кармелітів босих, прийнявши чернечий постриг з ім'ям Петра Ісуса Марії в монастирі Сан-Педро-де-ла-Вега-де-Пастрана, став настоятелем монастиря[5][11];
- дон Фернандо Хоакін (1635—1692), 6-й маркіз де Лос-Велес, 5-й маркіз де Моліна, у 1654 році поєднався першим шлюбом з доньєю Марією Хуаною де Арагон Фольч де Кардона і Сандоваль (пом. 1686), другим шлюбом у 1687 з доньєю Ісабель Розою де Айала Фахардо і Мендоса, нащадків не залишив[14][15];
- донья Марія Тереса (пом. 1715), 7-а маркіза де Лос-Велес, 6-а маркіза де Моліна, у 1664 році одружилася з доном Фернандо Луїсом де Арагон Монкада Луна і Перальта, 6-м князем Патерно, 8 герцом і 7-м герцогом Бівони[16][15];
- дон Хосе (1647—1670), народився після смерті батька[5], служив офіцером на флоті іспанського королівства, одружений не був, нащадків не залишив[7].

#### Книги
- González Castaño J. Breve historia de la Región de Murcia :  [ісп.]. — Murcia : Ediciones Tres Fronteras, 2009. — P. 201. — 399 p. — ISBN 978-84-7564-527-8.
- Rivas Carmona J. Estudios de platería. San Eloy 2012 :  [ісп.]. — Murcia : Universidad de Murcia, 2012. — P. 386. — 617 p. — ISBN 978-84-15463-20-7.
- Vargas Peña L., Garcia Cueto D. Signos de poder en las testamentarías de don Pedro Fajardo Pimentel y doña María Engracia Álvarez de Toledo,V marqueses de los Vélez :  [ісп.]. — Madrid, Granada : Universidad complutense de Madrid y Universidad de Granada, 2013. — 36 p.

#### Стаття
- Torres Fontes J. Los Fajardo en los siglos XIV y XV // Miscelánea Medieval Murciana : revista. — 1978. — No 4 (26 marzo). — P. 109—173.